# Гекон туркестанський
Гекон туркестанський (Tenuidactylus fedtschenkoi) — вид геконів родини геконових (Gekkonidae). Один із 8 видів роду тонкопалих геконів (Tenuidactylus). Поширений переважно у Центральній Азії. Мешканець аридних передгір'їв та гір.

## Етимологія
Вид названий на честь Олексія Павловича Федченка (1844 — 1873), російського мандрівника, біолога, географа, етнографа

## Опис
Загальна довжина цього гекона сягає 12—14 см. Голова слабо сплющена, а тулуб помітно приплюснутий. У самців, як правило, не менше 30 стегнових пор (зазвичай 26—44). Тулуб зверху вкрито плоскою дрібною лускою, серед якої розташовані 12—14 правильних поздовжніх рядів великих тригранних горбків. Ці ряди не доходять вперед далі області передніх кінцівок. Уздовж тіла знизу налічується 105—144 лусок, кількість лусок поперек черева коливається від 24 до 37. Хвостові луски розташовані сегментарно. Знизу хвіст вкрито одним подовжнім рядком з сильно розширених поперечних щитків, по два у кожному сегменті. 
За забарвленням й малюнком верхньої поверхні тіла туркестанський гекон дуже схожий з каспійським геконом. Верхня сторона тіла бурого кольору з жовтуватим, сіруватим або коричневим відтінком і 5—8 слабко вираженими, неправильними темними поперечними смугами. Черевце цього гекона має білий колір.

## Поширення
Гекон туркестанський поширений у Південно-Східному Туркменістані, Узбекистані, Таджикистані, Киргизстані та Казахстані, а також відомий із Північно—Східного Ірану, Північного Афганістану та Пакистану.

## Спосіб життя
Це гірський вид геконів. Мешкає здебільшого у долинах річок, може заходити досить далеко й на рівнину. У Таджикистані цю ящірку можна зустріти в гірських районах на висоті до 2400 м над рівнем моря. Мешкає на лесових урвищах, скельних виходах та виходах корінних порід, на глинобитних та кам'яних руїнах, стінах та парканах. Мешкає у тріщинах і щілинах в скелях, парканах і руїнах, порожнечах між камінням, норах різних тварин, великих комах. Зрідка зустрічається на стовбурах дерев. У відповідних місцях проживання може бути досить висока щільність туркестанського гекона — до 11 особин на площі в 6 м². 
Активність цього гекона сутінкова, але навесні, як і каспійський гекон, туркестанський виходить на поверхню у денний час. Весняна активність починається в середині березня й триває до листопада. 
Харчується різними комахами, серед яких переважають терміти, жужелиці, чорнотілки, пластинчатовусі і довгоносики, а також мокрицями, павуками, фалангами та скорпіонами.
Гекони стають статевозрілими і приступають до розмноження через 15—16 місяців після вилуплення з яєць. Парування відбувається у першій декаді квітня. Самки відкладають яйця у другій половині травня. Наступні кладки відбуваються до кінця червня або в липні. Розмір кладки складає 1-2 яйця. Розміри яєць 10,5-13 х 8,6-10,2 мм. Інкубація триває 62 дні. Новонароджені гекони мають розміри 20-24 мм.